# Las Flores, Tierra Blanca
Las Flores är en ort i Mexiko.   Den ligger i kommunen Tierra Blanca och delstaten Veracruz, i den sydöstra delen av landet, 280 km öster om huvudstaden Mexico City. Las Flores ligger 171 meter över havet och antalet invånare är 210.
Terrängen runt Las Flores är platt, och sluttar brant österut. Runt Las Flores är det ganska tätbefolkat, med 70 invånare per kvadratkilometer. Närmaste större samhälle är Cosolapa, 17,4 km sydväst om Las Flores. Trakten runt Las Flores består till största delen av jordbruksmark.